# Trichopelma scopulatum
Trichopelma scopulatum là một loài nhện trong họ Barychelidae. Loài này phân bố ờ Venezuela.